# 리비우스 안드로니쿠스

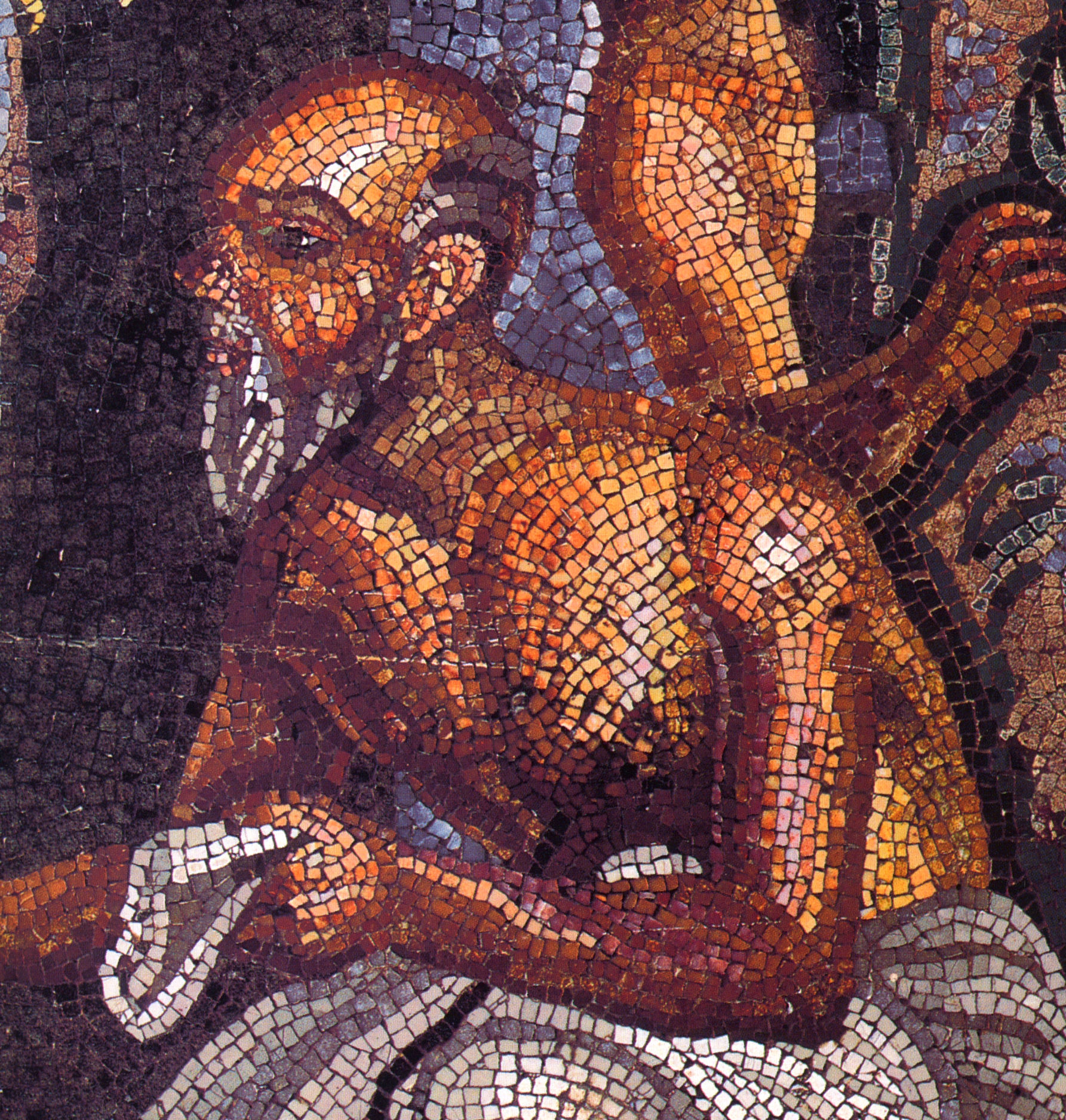

루키우스 리비우스 안드로니쿠스(Lucius Livius Andronicus, 기원전 284?~기원전 204?)는 고대 로마 최초의 시인·극작가이다.
남이탈리아의 그리스 식민지 타렌툼 태생의 그리스 사람으로, 어릴 때 포로가 되어 로마에 끌려왔다. 그는 호메로스의 서사시 《오디세이아》를 로마에 알맞게 번안하거나 많은 그리스극을 번안 상연하였다. 로마에서는 처음으로 문학활동을 했으나 단순히 그리스 문학을 이식한 것에 지나지 않고 오히려 라틴어에 의한 그리스식 문학의 가능성을 제시함으로써 로마 문학의 개조(開祖)가 되었다.